# 三工河龍
三工河龍（學名："Sangonghesaurus"）意為「三工河蜥蜴」，是甲龍下目的一個無資格名稱。三工河龍的化石被發現於中國新疆，地質年代可能是侏儸紀或白堊紀晚期。三工河龍是在1983年由趙喜進命名。喬治·奧利舍夫斯基（George Olshevsky）提出三工河龍可能就是天池龍。